# Tassonia amaura
Tassonia amaura är en stekelart som beskrevs av Hayat 2003. Tassonia amaura ingår i släktet Tassonia och familjen sköldlussteklar. Inga underarter finns listade i Catalogue of Life.